# René Adler
René Adler (sinh ngày 15 tháng 1 năm 1985 ở Leipzig) là một cựu thủ môn bóng đá người Đức.

## Sự nghiệp

### Câu lạc bộ
Adler trở thành đội trưởng ở tất cả các cấp độ câu lạc bộ và ở giải U19 châu Âu anh là một trong những ngôi sao của giải, thu hút sự chú ý của Feyenoord, Arsenal và Chelsea.Nhờ có màn trình diễn tốt, Rudi Völler đã trao cho anh cơ hội có lần ra sân chuyên nghiệp đầu tiên trong trận tiếp Werder Bremen.
Anh có lần ra mắt ở Bundesliga vào ngày 25 tháng 2 năm 2007 trong trận gặp đội đầu bảng Schalke 04.Với việc thủ môn chính Hans Jorg Butt bị treo giò, Adler cản phá 10 cú sút.Một bàn thắng ở phút 85 của Stefan Kießling ở phút 85 đã giúp Leverkusen có được chiến thắng 1-0.Huấn luyện viên Leverkusen Michael Skibbe so sánh mành trình diễn của Adler là "những pha cản phá đẳng cấp thế giới".Thể lực của anh cũng nhanh chóng được nâng cao.Anh ngăn mạch bất bại 13 trận của Schalke, mạch 5 trận bất bại của VfB Stuttgart và mạch 4 trận thắng liên tiếp của Hamburg SV với việc cản được quả đá penalty của Rafael van der Vaart.

### Thi đấu quốc tế
Adler có 4 lần ra sân trong màu áo đội U-21 Đức dưới thời huấn luyện viên Dieter Eilts.Anh là thành viên của đội Đức về nhì ở Euro 2008.Anh có trận ra mắt trong màu áo đội tuyển vào ngày 11 tháng 10 năm 2008 ở vòng loại cúp bóng đá thế giới 2010 gặp đội tuyển Nga.Lần gần đây nhất anh ra sân là trong trận gặp Na Uy.

## Thống kê sự nghiệp

### Câu lạc bộ
Tính đến 14 tháng 9 năm 2016
| Câu lạc bộ          | Câu lạc bộ          | Câu lạc bộ          | Giải đấu   | Giải đấu   | Cúp quốc gia | Cúp quốc gia | châu Âu | châu Âu | Tổng cộng | Tổng cộng |
| Mùa giải            | Câu lạc bộ          | Giải đấu            | Trận       | Bàn        | Trận         | Bàn          | Trận    | Bàn     | Trận      | Bàn       |
| Đức                 | Đức                 | Đức                 | Bundesliga | Bundesliga | DFB-Pokal    | DFB-Pokal    | Châu Âu | Châu Âu | Tổng cộng | Tổng cộng |
| ------------------- | ------------------- | ------------------- | ---------- | ---------- | ------------ | ------------ | ------- | ------- | --------- | --------- |
| 2006–07             | Bayer Leverkusen    | Bundesliga          | 11         | 0          | 0            | 0            | 4       | 0       | 15        | 0         |
| 2007–08             | Bayer Leverkusen    | Bundesliga          | 33         | 0          | 1            | 0            | 10      | 0       | 44        | 0         |
| 2008–09             | Bayer Leverkusen    | Bundesliga          | 31         | 0          | 6            | 0            | 0       | 0       | 37        | 0         |
| 2009–10             | Bayer Leverkusen    | Bundesliga          | 31         | 0          | 2            | 0            | 0       | 0       | 33        | 0         |
| 2010–11             | Bayer Leverkusen    | Bundesliga          | 32         | 0          | 2            | 0            | 10      | 0       | 44        | 0         |
| 2011–12             | Bayer Leverkusen    | Bundesliga          | 0          | 0          | 0            | 0            | 0       | 0       | 0         | 0         |
| 2012–13             | Hamburger SV        | Bundesliga          | 32         | 0          | 1            | 0            | 0       | 0       | 33        | 0         |
| 2013–14             | Hamburger SV        | Bundesliga          | 30         | 0          | 3            | 0            | 0       | 0       | 33        | 0         |
| 2014–15             | Hamburger SV        | Bundesliga          | 12         | 0          | 1            | 0            | 0       | 0       | 13        | 0         |
| 2015–16             | Hamburger SV        | Bundesliga          | 24         | 0          | 1            | 0            | —       | —       | 25        | 0         |
| 2016–17             | Hamburger SV        | Bundesliga          | 2          | 0          | 1            | 0            | —       | —       | 3         | 0         |
| Tổng cộng sự nghiệp | Tổng cộng sự nghiệp | Tổng cộng sự nghiệp | 268        | 0          | 18           | 0            | 24      | 0       | 311       | 0         |

### Đội tuyển quốc gia
Nguồn:
| Đức       | Đức  | Đức |
| Năm       | Trận | Bàn |
| --------- | ---- | --- |
| 2008      | 3    | 0   |
| 2009      | 5    | 0   |
| 2010      | 2    | 0   |
| 2013      | 2    | 0   |
| Tổng cộng | 12   | 0   |

## Thành tích

### Đội tuyển quốc gia
- Á quân Giải vô địch bóng đá châu Âu: 2008

### Cá nhân
- Thủ môn xuất sắc nhất Bundesliga: 2008

## Liêm kết ngoài
- Leverkusen who's who
- Career stats at Fussballdaten.de (tiếng Đức)
- Profile at Transfermarkt.de Lưu trữ ngày 19 tháng 3 năm 2009 tại Wayback Machine (tiếng Đức)
- Interview at Transfermarkt.de Lưu trữ ngày 13 tháng 2 năm 2009 tại Wayback Machine (tiếng Đức)